# П'ядун обведений
П'ядун обведений (Lomaspilis marginata) — вид лускокрилих родини п'ядунів (Geometridae).

## Поширення
Вид поширений у Європі та Північній Азії від Іспанії, Ірландії та Великої Британії до Далекого Сходу Росії та Північно-Східного Китаю. В Україні трапляється повсюдно, крім високогір'я Карпат.

## Опис
Розмах крил 30-38 мм. Довжина передніх крил до 12 мм. Основне забарвлення біле, на облямівці і по передньому краю є великі темно-сірі плями. Малюнок задніх крил такий же.
Гусінь темно-зеленого забарвлення, по боках проходить білувата смуга.

## Спосіб життя
Мешкає в заболочених лісах, вологих луках, узбіччях, пустирях. Метелики літають з квітня до серпня. Гусениці трапляються з червня до вересня. Гусінь живиться листям дерев з родів тополя (Populus), ліщина (Corylus), береза (Betula), верба (Salix). Зимує на стадії лялечки.